# Sieti
Sieti is een plaats (frazione) in de Italiaanse gemeente Giffoni Sei Casali.